# Arndt von Rautenfeld

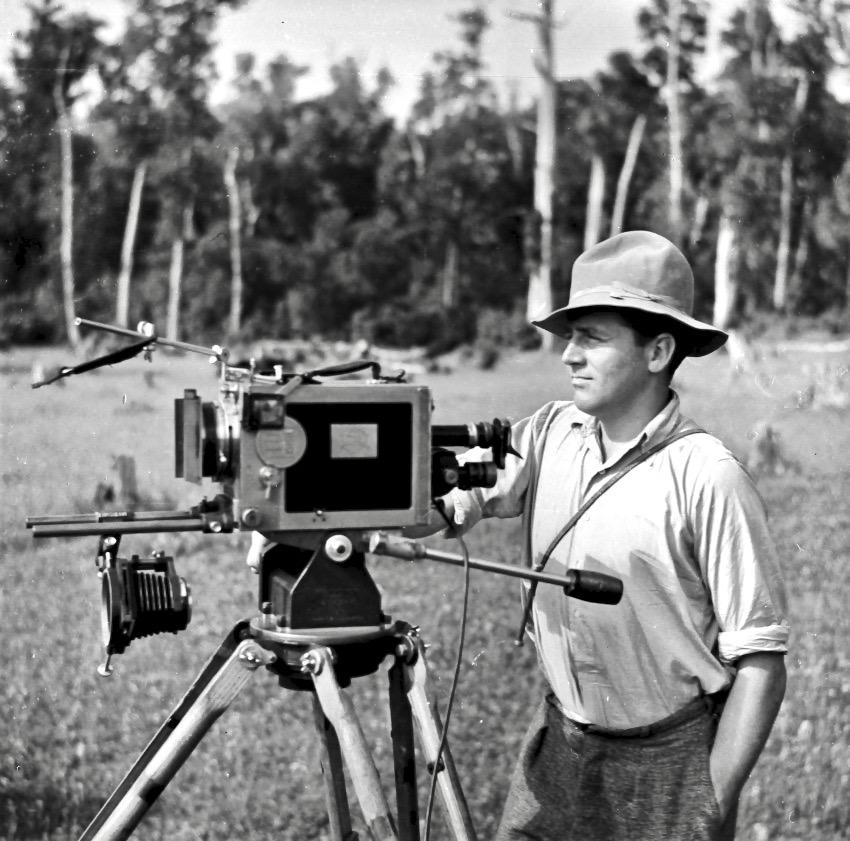
Arndt von Rautenfeld in Chile 1938/39 während der Dreharbeiten für den Film Ein Robinson von Arnold Fanck

Arndt Victor Berens von Rautenfeld (* 13. April 1906 in Kambja, Kreis Tartu, Gouvernement Livland, Russisches Reich; † 2. Februar 1996 in Berlin) war ein deutscher Kameramann.

## Leben
Arndt von Rautenfeld stammte aus der deutsch-baltischen Adelsfamilie Berens von Rautenfeld. Er war das zweite Kind von Eduard Erhard Victor Berens von Rautenfeld (1876–1935) und Karin Pauline Maria von Rautenfeld, geb. Freiin von Loudon (1879–1960). Er war der ältere, weitgehend unbekannte Bruder des Kameramanns Klaus von Rautenfeld. Nach einer foto- und kameratechnischen Ausbildung knüpfte er in der Wendezeit vom Stumm- zum Tonfilm erste Kontakte zur Kinobranche. Im Kinospielfilm Die Wasserteufel von Hieflau übernimmt er ein Teil der gefährlichen Faltbootmanöver. 1932 erhielt er eine Rolle in dem Streifen Das Lied der schwarzen Berge, an dem auch Klaus beteiligt gewesen war.
Bis zum Beginn des Zweiten Weltkriegs assistierte er verschiedenen Kameraleuten, darunter Georg Bruckbauer und Albert Benitz, aber auch seinem Bruder. Im Winter 1938/39 nahm ihn Arnold Fanck bei der „Bavaria-Fanck-Chile-Expedition“ nach Südamerika (Feuerland und Patagonien) mit. Dort war er an den Außenaufnahmen zu dem Film Ein Robinson – Das Tagebuch eines Matrosen beteiligt und freundete sich mit dessen ältestem Sohn Arnold Ernst Fanck an, der als Kameraassistent und Fotograf an der Produktion mitwirkte. Im Herbst 1939 holte ihn Luis Trenker für die Aufnahmen zu Der Feuerteufel.
Kurz nach dem Krieg fotografierte Arndt von Rautenfeld zunächst mehrere kurze Dokumentarfilme, als Kameramann für abendfüllende Kinofilme wurde er hingegen kaum verpflichtet. Seit den ausgehenden 1950er Jahren stand er, nunmehr in Diensten des SFB, nur noch bei Fernsehfilmen hinter der Kamera.
Arndt v. Rautenfeld verstarb nach langer Krankheit am 2. Februar 1996 in Berlin.

## Filmografie
als Kameramann bei Kultur-, Dokumentar-, Kurz- und abendfüllenden Kino- und Fernsehfilmen
- 1940: Ein Robinson
- 1940: Der Feuerteufel
- 1947: Arbeit unter Wasser (auch Regie)
- 1947: Kreis-Resident-Officer
- 1948: A School in Cologne
- 1949: Das Fräulein und der Vagabund
- 1949: Die Brücke von Caputh
- 1951: Berlin kommt wieder
- 1951: Am Anfang war die Tat
- 1951: Es geht nicht ohne Gisela
- 1952: Der Kampf der Tertia
- 1953: Das Mädchen mit den Schwefelhölzern
- 1953: Horch auf die Musik
- 1954: Alles für dich mein Schatz
- 1957: Die Welt baut Berlin
- 1958: Wie es euch gefällt
- 1965: Romulus und Remus
- 1966: Leben wie die Fürsten
- 1966: Weiß gibt auf
- 1967: Der Zauberberg
- 1969: Mister Barnett